# Gessopalena
Gessopalena är en ort och kommun i provinsen Chieti i regionen Abruzzo i Italien. Kommunen hade 1 322 invånare (2018).